# Aleksander Matvejevič Kovanko
Aleksander Matvejevič Kovanko (rusko Алекса́ндр Матве́евич Кованько́), ruski izumitelj, letalski konstruktor, letalec in general, * 16. marec (4. marec, ruski koledar) 1856, Sankt Peterburg, Ruski imperij (sedaj Rusija), † 20. april 1919, Odesa, Ruski imperij (sedaj Ukrajina).
Kovanko je med prvimi naredil posnetke z balona in jih poslal na tla z golobi.

## Življenje in delo
Njegovo delovanje je bilo povezano z Gatčino in namestitvami v vasi Salizi (danes vas Kotelnikovo). V Gatčini so zgradili prvo vojaško letališče v Ruskem imperiju, v Salizi pa je bilo od leta 1909 oporišče zrakoplovne šole, ki je kasneje preraslo v leningrajsko zrakoplovno pristanišče.
Februarja 1885 so ustanovili prvi kadrovski vojaški oddelek letalcev v Rusiji, za njegovega poveljnika pa so odredili poročnika Kovanka. To je bil v bistvu začetek ruskega vojnega letalstva, saj so ga pet let pozneje reorganizirali v Šolski zrakoplovni park, čez naslednjih deset let pa je postal Častniška zrakoplovna šola z dvema oddelkoma - zrakoplovnim in letalskim, ter imel sedež v Gatčini. Ves ta čas, neprekinjeno 33 let, je bil Kovanko vodja te nove in izredno pomembne ustanove.
6. avgusta 1887 so v bližini Moskve opazovali Sončev mrk. Za znanstvenega opazovalca so izbrali Klina. V tem času je bil Kovanko poročnik v saperskem bataljonu carjeve telesne garde. Skupaj z Mendelejevom je moral v balonu opraviti več opazovanj iz zraka. V košaro sta namestila barograf, dva barometra, dvogled, spektroskop, električno svetilko in signalno trobo. Iz balona naj bi izrisala Sončevo korono, opazovala dviganje sence in opravila spektralno analizo. Ob 6 uri in 25 minut sta se vsedla v košaro, vendar se zmočen balon ni dvignil. Kovanko je na Mendelejevo prošnjo popustil in mu pojasnil kako se upravlja z balonom, tako da se je v zrak dvignil Mendelejev sam.
Kovanko je organiziral polete z baloni za znanstvene raziskave ozračja in študij vpliva letenja na človeško telo. Pridobil je izdelavo več domačih balonov in zrakoplovov, ter predlagal nekaj svojih konstrukcij. Leta 1894 je predstavil osnutek letala in letalskega vijaka. V rusko-japonski vojni je poveljeval 1. vzhodnosibirskemu bataljonu, organiziral boj proti privezanim balonom za prilagajanje topniškega ognja in opazovanje sovražnika. Od leta 1910 je načeloval častniški zrakoplovni šoli, kjer so se izšolali prvi ruski piloti. Pod njegovim vodstvom so zgradili prvo rusko zračno ladjo, kasneje pa pet letal.
Tudi njegov sin Aleksander je bil pilot in letalski konstruktor.